# Lešniški Vrh
Lešniški Vrh este o localitate din comuna Ormož, Slovenia, cu o populație de 52 de locuitori.